# 中野慶子
中野 慶子（なかの けいこ、1937年12月8日 - ）は、日本の歌手。長野県松本市生まれ。テレビ番組『うたのえほん』（後の『おかあさんといっしょ』）にて、眞理ヨシコ（当時は真理ヨシコ）とともに初代「うたのおねえさん」を務めた。本名︰宮崎慶子。

## 来歴
子どもの頃、NHK松本児童合唱団に所属していた。地元の長野県松本深志高等学校卒業後、学習院大学文学部英米文学科に進学し、在学中の1958年にNHK俳優養成所第1期生となった。養成所ではソプラノ歌手の関種子、坂本芳子に、大学卒業後は作曲家の磯部俶に師事した。養成所卒業後、卒業メンバーで「劇団三十人会」を設立。
1960年11月、ラジオドラマ『渦潮』の主演を務め、芸術祭奨励賞を受賞。1961年4月から1964年9月までの3年半、「うたのおねえさん」として『うたのえほん』に出演した。1961年10月、テレビで「いぬのおまわりさん」を初めて歌いヒット、彼女の代表作となった。その後、NHKで作曲家の宮崎尚志と出会い、1964年に結婚。その後もタレント活動を続け、1967年、次男（宮崎道）の出産を機に芸能界を引退した。
1980年に仕事を再開し、1987年に宮崎音楽事務所を設立。歌手やプロデューサーとして活動し、子どもの音楽に関するイベントなどに出演している。
2019年に82歳で終活を始めた。

## コンサート
- 1996年まで、コンサートをしていることが明らかになっている[1]
- 2005年　デビュー45周年コンサートを開催した[2]
- 2014年　中野慶子＆りぼんコンサートを開催している[3]

## ディスコグラフィー
シングル
- 僕は涙をこぼさない/子もりうた（1965年、キングレコード、BS-322）[4]
- おひさまにこにこ（キングレコード、EC-210）※B面はキングオーケストラの「みつばちとくまんばち」。
- お山の交通ごっこ/あかるい花ぞの（キングレコード、ED-171）※「お山の交通ごっこ」は友竹正則、楠トシエと共演。

EP
- 『うたのえほん』関連
  - ママとかけっこ/やくそく/カンガルーのかあさん/いちょうのはっぱ（東芝レコード、JB-1048）
  - おもちゃのチャチャチャ/みちゃった みちゃった/海賊のうた（東芝レコード、JB-1050）
  - あくしゅでこんにちは/めだか/リス リス コリス/はなび と ほし（東芝レコード、JB-1053）
  - 夜のおもちゃ/おくつのうた/ぼくのゆめ/べんりだな（東芝レコード、JB-1054）
  - 犬のおまわりさん/はまべの貝がら/トマト/知らない子（東芝レコード、JB-1055）
  - あたらしいうち/そらにてんてんおほしさま/どんぐりダンス/アヒルのスリッパ（東芝レコード、JB-1057）

アルバム
- 世界の有名な子どものうた（1967年、キングレコード、SKK(H)-326）
- デビュー45周年記念盤（2005.9リリース）「歌集」[5]

## 家族
- 宮崎尚志 - 夫
- 宮崎道 - 次男
- 宮﨑歩 - 三男

## 『うたのえほん』同期
- 真理ヨシコ（現・眞理ヨシコ） - うたのおねえさん
- 砂川啓介 - たいそうのおにいさん

## 参考資料
- 『毎日新聞』東京夕刊 1991年7月12日 7面